# Halucha vodní

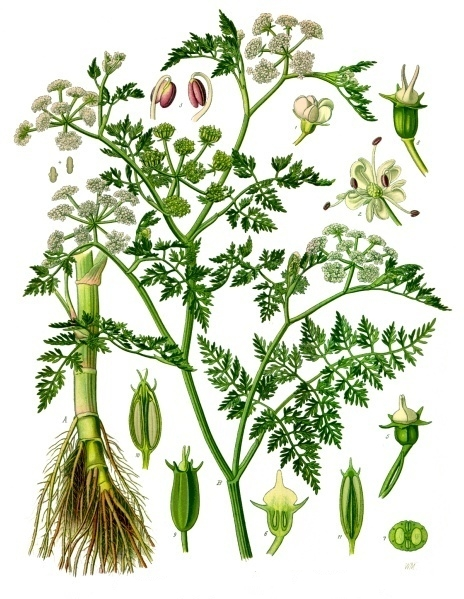
Nákres haluchy vodní

Halucha vodní (Oenanthe aquatica) je planě rostoucí rostlina vlhkých, bahnitých míst, v současnosti jediný druh rodu halucha který v české přírodě zůstal. Roste, vyjma nejsevernějších a nejjižnějších míst, po celé Evropě. Východním směrem je rozšířena přes Rusko a západní Sibiř až do podhůří Altaje. Ostrůvkovitě se objevuje i v Turecku a na severu Íránu.
V české krajině se s nestejnou intenzitou vyskytuje od nížin až do nízkého podhůří. Nejvíce v rybnikářských oblastech jižních Čech, v okolí Doks, na Českomoravské vrchovině a v Polabí, na Moravě hlavně v Hornomoravském, Dolnomoravském a Dyjsko-Svrateckém úvalu.

## Ekologie

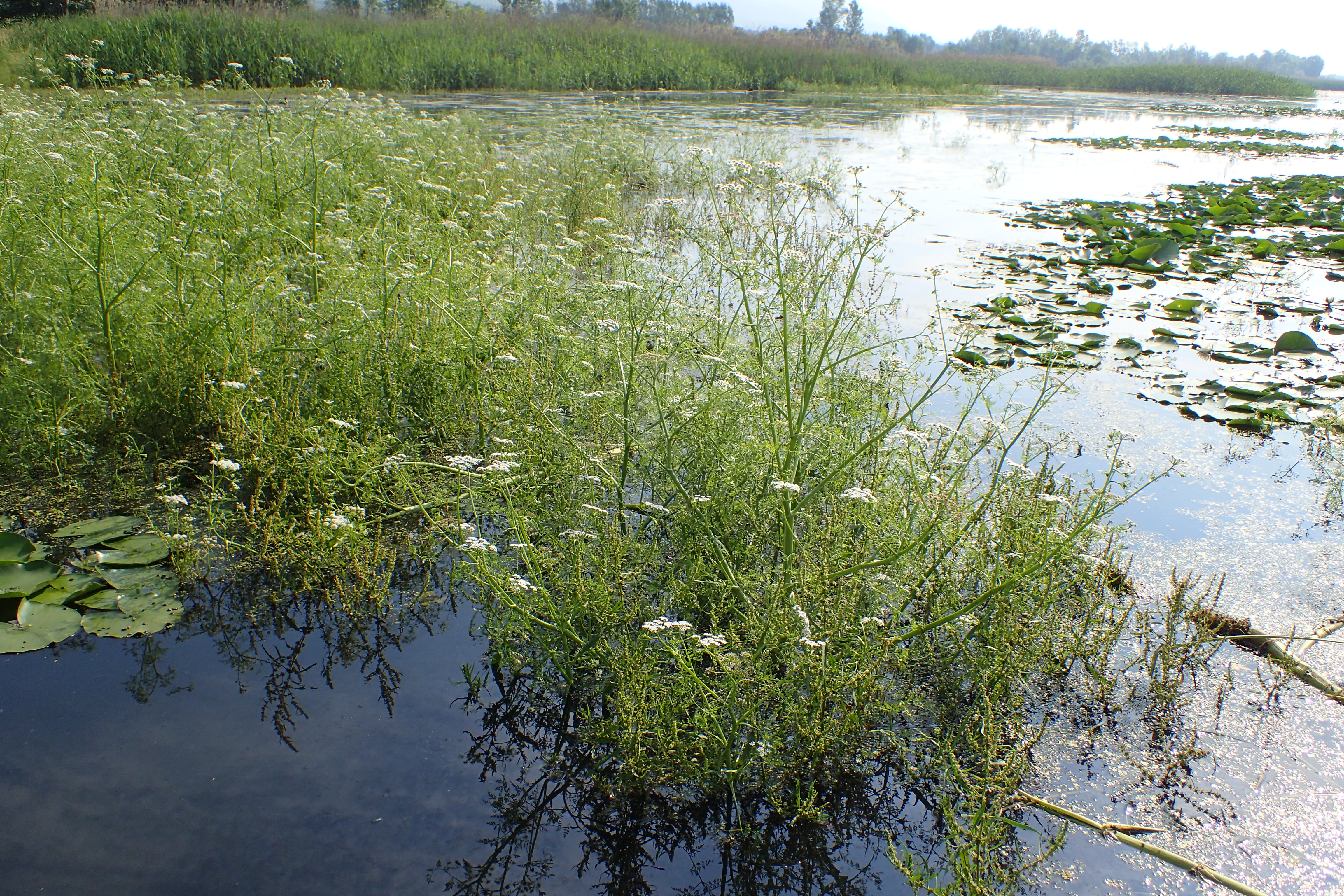
Halucha vodní na jezeře Kerkini v Řecku

Halucha vodní je hygrofyt rostoucí v mělkých stojatých nebo tekoucích, též eutrofizovaných vodách. Vyskytuje se ve zbahněných humózních půdách s vysokým obsahem dusíku na pravidelně zaplavovaných stanovištích nebo obnažovaných dnech rybníků či vodních kanálů. Je schopná růst také na chudých, oligotrofních stanovištích, kde ale dosahuje jen menších rozměrů. Může být na plném slunci i v polostínu.
Kvete od června do srpna, zralá vypadaná semena obvykle vyklíčí ještě téhož roku na podzim. Přezimuje jako malá rostlinka, z které teprve druhý rok vyroste květonosná lodyha a vykvete. Ve většině případů po vytvoření semen rostlina uhyne, jen výjimečně tatáž kvete po několik let.

## Popis
Obvykle dvouletá bylina vyrůstající v závislosti na dostatku živin do výše 50 až 150 cm. Z tenkých kořenů, až 20 cm hlubokých, roste přímá nebo řidčeji poléhavá lodyha schopná v uzlech zakořenit. Pevná, dutá, rýhovaná, široce větvená lodyha bez přízemní listové růžice bývá vespod 3 až 8 cm hrubá a po délce porostlá řapíkatými listy s odstávajícími pochvami. Jejich čepele, 5 až 20 × 3 až 12 cm velké, jsou v obryse široce trojúhelníkovité, dvakrát až vícenásobně zpeřené s kopinatými až vejčitými úkrojky, u ve vodě ponořených listů jsou obvykle čárkovité.
Na koncích větví nebo proti paždím listů vyrůstají na stopkách mírně vypouklé okolíky, 5 až 8 cm široké, které mají obvykle jen chudý obal. Jsou složeny z pěti až patnácti, krátce stopkatých okolíčků s četnými kopinatými obalíčky. Květy vyrůstající na stopkách jsou z převážné většiny oboupohlavné a jen ojediněle samčí. Drobné pětičetné květy mají zuby kalichu do 1 mm velké. Bílé korunní lístky jsou obsrdčité a do třetiny dělené. Tyčinek s fialovými prašníky je pět, spodní dvoudílný semeník se dvěma vajíčky má na horní straně stylopodium. Ploidie druhu je 2n = 22.
Plody jsou aromatické, podlouhle, často zakřivené, vejčité dvounažky rozpadající se ve zralosti na dva plůdky. Mají vzduchové dutiny umožňující jim se po nějakou dobu vznášet na hladině. Jsou asi 2,5 mm dlouhé a 3 mm široké a ze hřbetní strany mírně vmáčklé. Mají na každé straně pět podélných žeber a zřetelný suchý kalich a čnělku.

## Význam

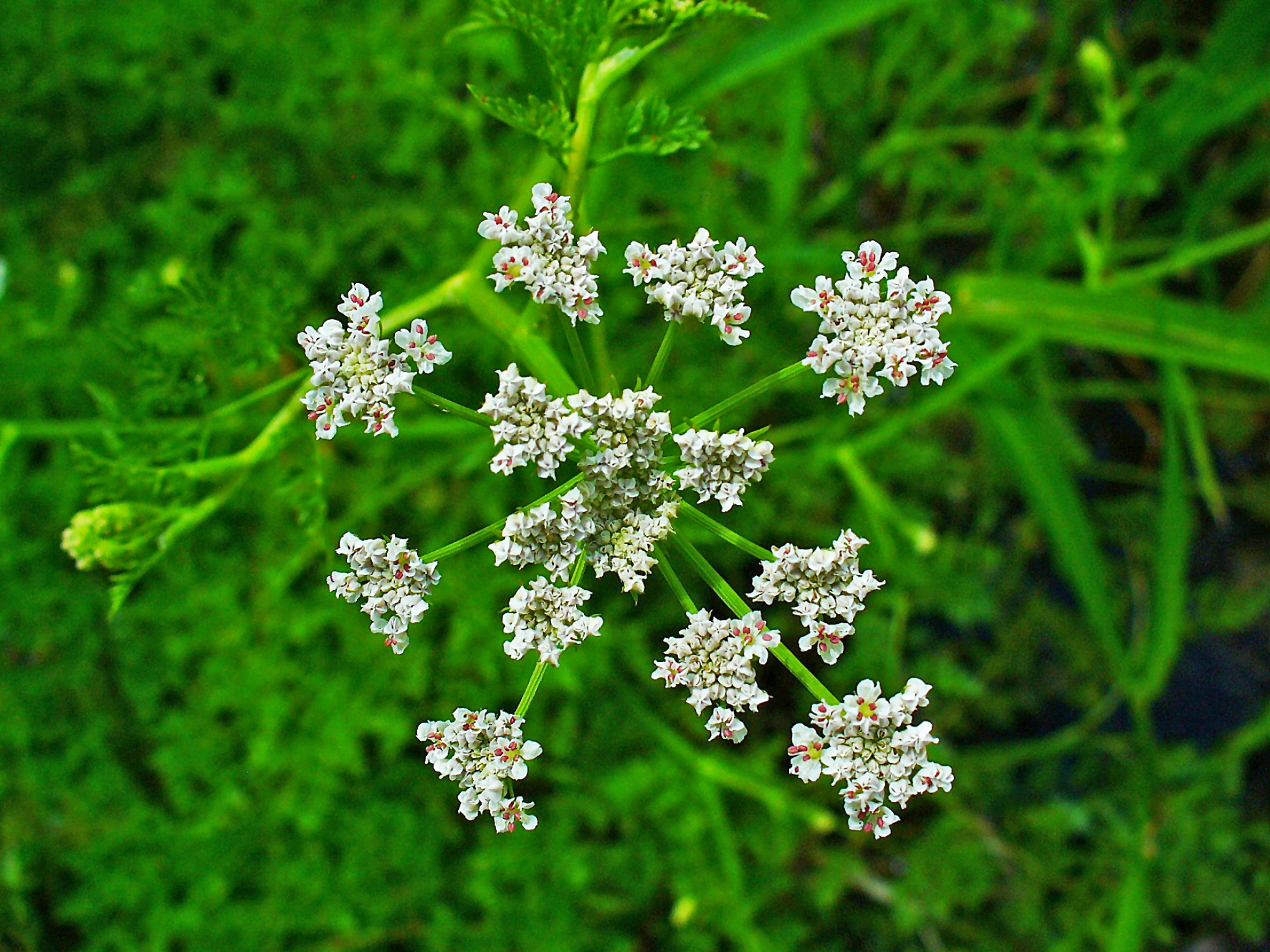
Rozkvetlý okolík

Nelibě páchnoucí semena se v minulosti používala v lidovém léčitelství k usnadnění vykašlávání, při léčbě astmatu, proti nadýmání a zevně na podporu hojení ran. Nyní se již k léčení nepoužívají, neboť obsahují látky, jež mohou při neopatrném použití uškodit.
Za jedovatou se pokládá celá rostlina, kořen obsahuje rychle se vstřebávající polyacetylen oenanthotoxin a celá rostlina silice felandren a androl. Krátce po požití větší dávky se dostavuje překrvení sliznic způsobující kolikové bolesti, epileptické křeče a později je možný celkový kolaps organismu.